# Minh Tân, Tuyên Quang
Minh Tân là một xã thuộc tỉnh Tuyên Quang, Việt Nam.

## Địa lý
Xã Minh Tân có vị trí địa lý:
- Phía đông giáp huyện Quản Bạ và xã Thuận Hòa
- Phía tây giáp Trung Quốc, huyện Quản Bạ và xã Thanh Thủy
- Phía nam giáp các xã Phong Quang, Thuận Hòa, Thanh Thủy
- Phía bắc giáp huyện Quản Bạ.

Xã Minh Tân có diện tích 105,69 km², dân số năm 2019 là 6.602 người, mật độ dân số đạt 63 người/km².

## Hành chính
Xã Minh Tân được chia thành 13 thôn, bản: Bắc Xum, Tân Sơn, Bản Phố, Lũng Vài, Xín Chải, Ngài Tró, Bản Hình, Thương Lâm, Tà Lẻng, Phìn Sảng, Hoàng Ly Pả, Lùng Thiềng, Khâu Ngày.